# リチャード・コーデイ
リチャード・ジェイムズ・コーデイ（英語：Richard James Codey、1946年11月27日 - ）は、アメリカ合衆国の政治家。ニュージャージー州知事を務めた。

## 生涯
1946年11月27日にニュージャージー州オレンジに誕生した。コーデイは同郡イーストオレンジで育ち、ユニオン郡サミットのオラトリー私立高校を卒業後、父親の葬儀業を引き継いだ。
1974年から1981年までニュージャージー州下院議員を務め、1982年からは同州上院議員を務めた。2002年1月には上院議長としてニュージャージー州知事代行を3日半にわたって務め、また2004年11月15日からもリチャード・マクグリーヴェイ州知事の辞任により州知事代行を務めた。当時のニュージャージー州憲法によると、州知事に欠員が生じた場合には、州議会の上院議長が次の州知事選挙まで州知事代行を務めることになっていた。代行として州知事の職務を引き継いだコーデイは多くのニュージャージー州民から高い人気を獲得し、翌2005年1月31日に正式に州知事として承認を受けた（当時の州法では、知事代行を180日以上務めた場合には代行を正式な州知事と認める規定があった）。コーデイは後に「次回の選挙に出馬し、任期4年を全うしたい」とも語っていたが、同じく民主党に所属する連邦議会上院議員のジョン・コーザインが巨額の私財を投じて2005年の州知事選挙に立候補することを表明したため、実際にコーデイが州知事選挙に参加することはなかった。そして2005年の州知事選挙でコーザインが勝利を収めた11月8日、コーデイは州知事を退任した。コーデイはコーザインの替わりとなる連邦議会の上院議員の候補の1人に挙げられたが、同年11月23日に上院議員選挙には出馬しないと表明した。
またニュージャージー州では2005年11月8日に憲法が改正され、新たに副知事の職が創設された。そして知事に欠員が生じた場合には副知事が代行を務めることになり、州知事と上院議長を同時に務めることは無くなった。コーデイはニュージャージー州において州知事と上院議長を同時に務めた最後の人物である。
コーデイは州知事として、屋内での喫煙を排除する法案を支持し、心の健康やスポーツに対する予算の増額を図った。また幹細胞研究に対する補助金を提供し、高校や大学におけるスポーツでのステロイド乱用を防ぐための特別対策委員会を創設した。同委員会は大きな大会における薬物検査を導入し、そのための予算を州から支出した。さらにコーデイは、NFLのニューヨーク・ジャイアンツとニューヨーク・ジェッツが共同で新たなスタジアムを設立するための便宜を図った。